# Liste des lacs en Algérie
La liste des lacs en Algérie répertorie la liste non exhaustive des lacs présents sur le territoire algérien.
Les lacs en Algérie sont situés dans diverses zones géographique tel que le lac Oubeïra situé dans la partie centrale du parc national d'El-Kala dans le Nord-Est de l'Algérie.

## Lacs notoires et catégories de lacs présents dans le pays
L'Algérie se distingue au monde par sa position prééminente en matière de zones humide. il a cinquante sites classées par la convention RAMSAR, il occupe la 12e position mondiale et la première en Afrique et dans le monde arabe. Il existe sur le territoire algérien plus de vingt lacs de plusieurs types.
La liste ci-dessous distingue grossièrement quelques types de lacs: 
- les lacs d'altitude; montagnes et forestiers.
- les lacs d'eau douce.
- les lacs naturels.
- les lacs salés.

## Liste des lacs
Les points d'eau de dayet es sadra et dayet ech cheraga ne sont pas listés parmi les lacs.